# 小川山
小川山（おがわやま）は、山梨県北杜市と長野県南佐久郡川上村の境にある標高2,418mの山。奥秩父山地に属する。
近辺は花崗岩の岩盤で構成されていて、1980年代以降、フリークライミングのメッカとなっている。フリークライミングでは大きな岩の塊を攀じ登ることに喜びを見出すが、この地域では手や足が掛かるように岩を彫ってしまうチッピング行為が、自然破壊または後から来る人にとっての喜びの場を台無しにするマナー違反として問題になっている。「日本のヨセミテ」という異称もある。麓は白樺、唐松の森となっている。
登るには、廻り目平キャンプ場、金峰山荘に宿泊してから朝出立するとよい。
山頂は樹林に覆われ展望は全くない。

## 周辺にある小屋
金峰山荘（廻り目平キャンプ場、ふれあいの森キャンプ場）　　

## 隣接する山
- 瑞牆山
- 金峰山

## 関連画像

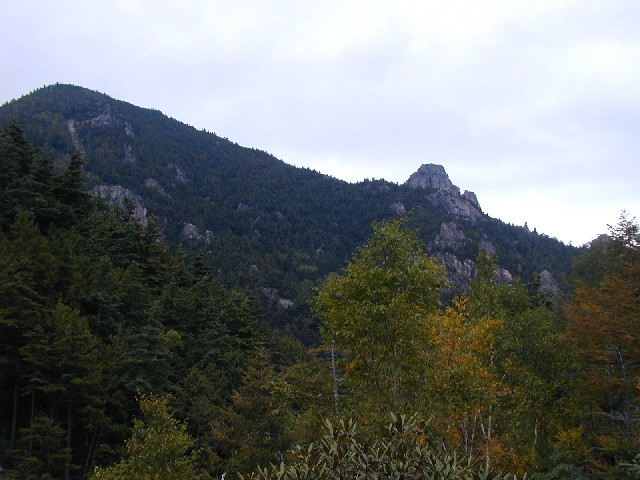
小川山（左上）
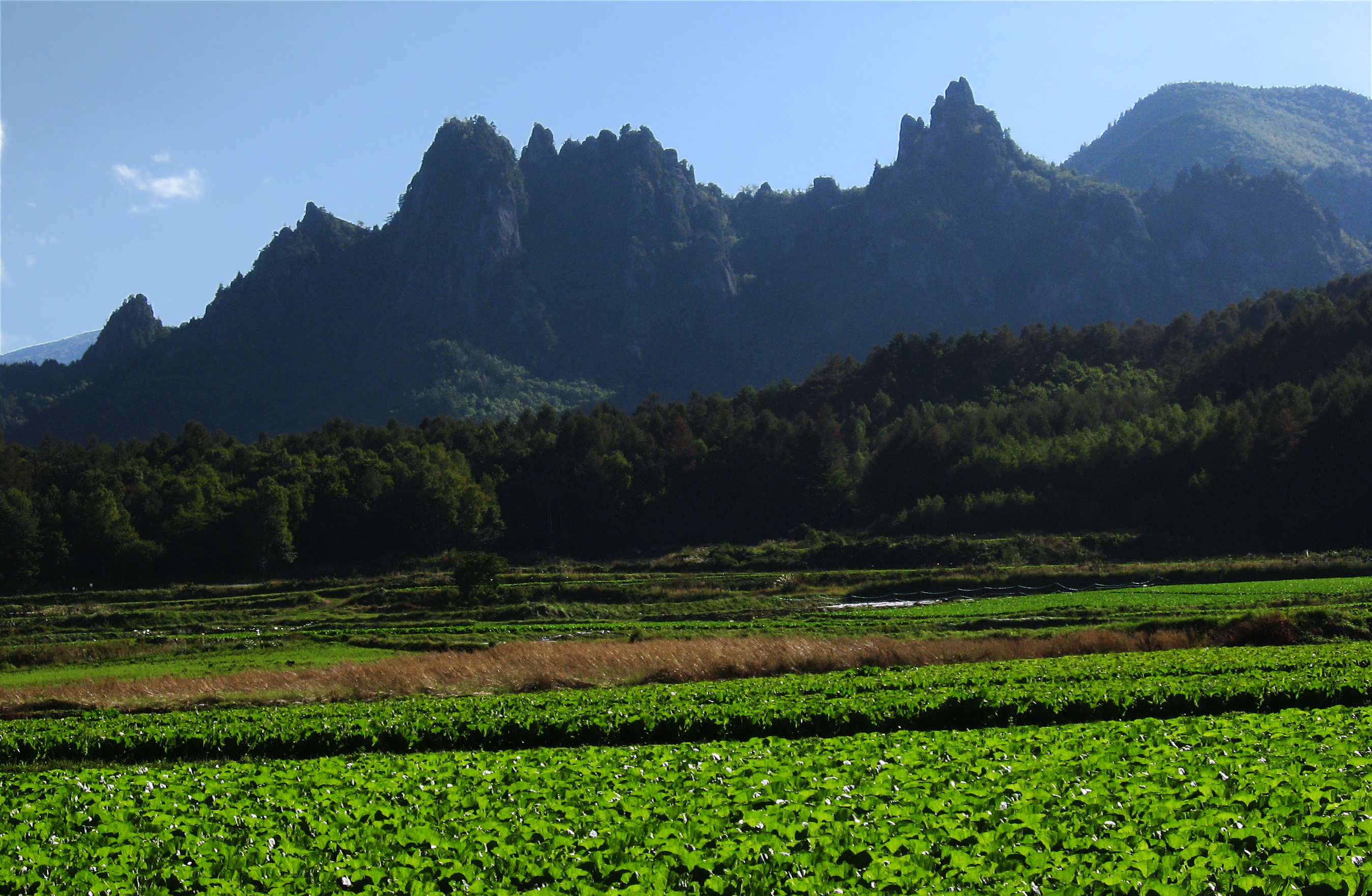
尾根岩
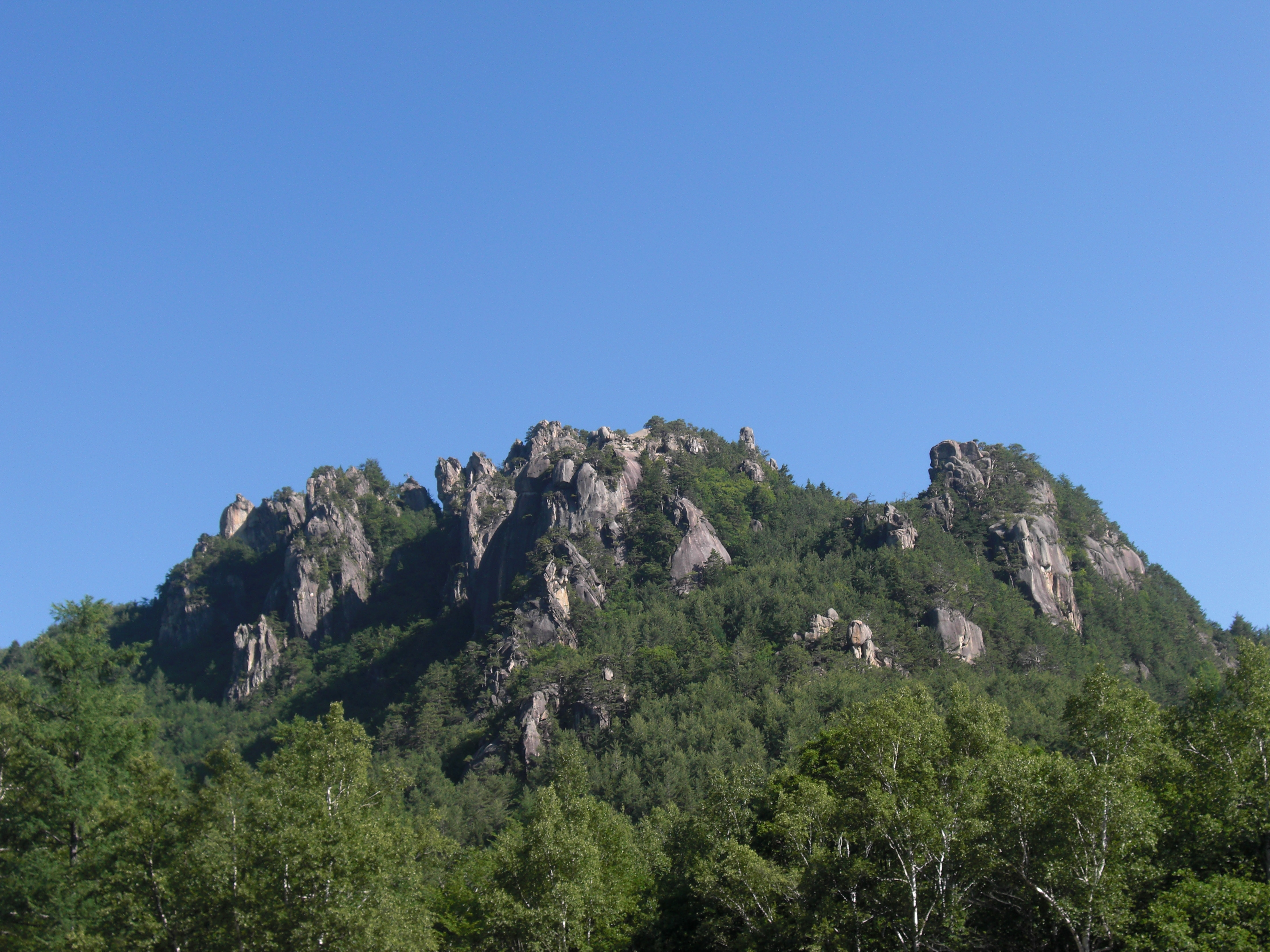
廻り目平から見た屋根岩
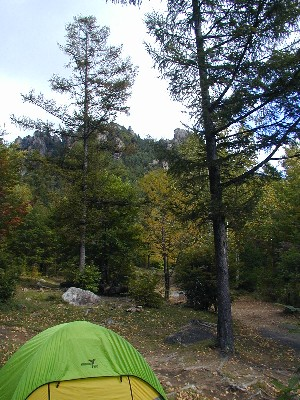
廻り目平キャンプ場